# Libéralisme intégré
L’expression libéralisme intégré  (en anglais embedded liberalism) qualifie le système économique en vigueur au niveau international entre la fin de la Seconde Guerre mondiale et les années 1970. Le terme est attribué au politologue américain John Ruggie et se trouve également chez des auteurs comme Stephen Krasner.

## Histoire

### Les années d’après-guerre
Selon David Harvey l’objectif principal des politiciens à la fin de la Seconde Guerre mondiale était d’élaborer un système économique qui empêcherait l’occurrence d’une nouvelle dépression, analogue à celle qui avait sévi dans les années 1930. Il écrit : 
« Pour assurer la paix et la tranquillité civiles, il fallait échafauder un compromis de classe entre le capital et les travailleurs. Les idées dominantes à cette époque étaient celles que l’on trouve exprimées dans un texte très influent rédigé par deux éminents spécialistes des sciences sociales, Robert Dahl et Charles Lindblom, texte publié en 1953. Selon ces auteurs, et le capitalisme et le communisme avaient échoué sous leur forme élémentaire. La seule solution était de construire une société où s'équilibreraient les pouvoirs de l’état, du marché et des institutions démocratiques pour garantir la paix, l’intégration et le bien-être de tous et la stabilité. »
Harvey observe que dans ce nouveau système, le marché libre était réglementé par « un système de taux de change fixe garanti par la convertibilité du dollar américain en or à un prix fixe. La parité des monnaies était incompatible avec la libre circulation des capitaux,. De plus, il existait un consensus international selon lequel « l’État devait se concentrer sur le plein-emploi, la croissance et le bien-être des citoyens, et que la puissance publique pouvait se déployer librement pour intervenir ou se substituer aux marchés pour réaliser ces objectifs.  » Il note que ce nouveau système fut qualifié de « libéralisme intégré » pour « souligner la façon dont les marchés et les activités des entreprises privées se trouvaient prises dans un réseau de règlementations sociales et politiques et un environnement règlementé qui pouvait restreindre leur liberté d’action ou dans certains cas ouvrir la voie à des stratégies économiques et industrielles. » 

### Des années 1960 aux années 1980
Selon Harvey, si le libéralisme intégré conduisit à l’expansion de la prospérité économique qui caractérise les années 1950 et 1960, le système commença à donner des signes de faiblesse dès la fin des années 1960. Les années 1970 virent s’intensifier le cumul des capitaux, le chômage et l’inflation (ou la « stagflation ») accompagnés de toute une série de crises fiscales. Il observe que le « libéralisme intégré qui avait permis des taux de croissance élevés dans les pays capitalistes les plus avancés après 1945 donnait des signes d’épuisement et ne fonctionnait plus. »
L’époque vit apparaître d’autres théories préconisant des systèmes différents, provoquant d’interminables controverses entre les tenants de la « social-démocratie et la planification centralisée » d’un côté et de l’autre ceux qui « souhaitaient ôter les contraintes limitant le pouvoir des entreprises et du secteur privé et restaurer la liberté des échanges. » Dès 1980, observe Harvey, ce deuxième groupe avait pris le dessus, défendant la création d’un système économique global qui allait devenir le néo-libéralisme.